# 吉本ここね
吉本 ここね（よしもと ここね、2000年1月5日 - ）は、北海道札幌市出身の日本の女子プロゴルファーである。所属は不二サッシ。

## 略歴
8歳から宮里藍に憧れてゴルフを始め、その頃より上本兼史に師事している。
名前の由来は、母が響きがよいことから同じ文字を並べることを提案、父が平仮名を希望したことから名付けられた。
高校は札幌光星高等学校に進学し、アマチュア時代の主な成績として2017年「北海道ジュニアゴルフ選手権競技」優勝、同年「PGAジュニアゴルフ選手権太平洋クラブ杯」（女子個人戦）優勝、2018年「日本女子アマチュアゴルフ選手権競技」3位等がある。また2017年にはJGAナショナルチーム入りしている。
高校卒業後の2018年に日本女子プロゴルフ協会（JLPGA）最終プロテストに進出し10位タイで合格、LPGA90期生となる。
2019年より不二サッシ所属。QTランキング43位で迎えた同年は、「第1回リランキング」43位、「第2回リランキング」47位。同年JLPGAファイナルクォリファイングトーナメントで11位となる。
2023年「ルートインカップ 上田丸子グランヴィリオレディース」2023 ステップ・アップ・ツアーでプロ初優勝。

## 人物
北海道日本ハムファイターズのファンで、年2回は札幌ドームに足を運んでいる事もあり、憧れの選手ゴルファーではなく北海道日本ハムファイターズ→ロサンゼルス・エンゼルスの大谷翔平。
1学年上には同姓のプロゴルファー吉本ひかるがおり、混同されることも少なくないという。